# Iwona Peryt–Gierasimczuk
Iwona Peryt–Gierasimczuk (ur. 9 stycznia 1956) – doktor historii sztuki, specjalistka z zakresu muzealnictwa i ochrony zabytków; w latach 1993–1998 wojewódzki konserwator zabytków województwa zielonogórskiego, a 1999–2002 Lubuski Wojewódzki Konserwator Zabytków w Zielonej Górze.

## Życiorys
Absolwentka Liceum Ogólnokształcącego nr 21 w Zielonej Górze oraz kierunku historia sztuki na Akademii Teologii Katolickiej (obecnie UKSW).
Od 24 maja 1993 do 30 kwietnia 1994 p.o. wojewódzkiego konserwatora w Zielonej Górze, a od 1 maja 1994 do 31 grudnia 1998 wojewódzki konserwator w Zielonej Górze. Od 1 stycznia 1999 do 21 października 2002 Lubuski Wojewódzki Konserwator Zabytków.
Od 21 grudnia 2009 członek zarządu Stowarzyszenia Przyjaciół Gminy Świdnica, a od 26 lutego 2018 prezes zarządu Fundacji "Monte Verde Art".
Wieloletnia kuratorka galerii ZPAP "Pro Arte".
W latach 2019–2023 członkini Rady Muzeum Ziemi Lubuskiej w Zielonej Górze. Od 28 kwietnia 2020 członkini Rady Muzeum Etnograficznego w Zielonej Górze z siedzibą w Ochli.
Obecnie kierowniczka Wydziału Kultury w Departamencie Infrastruktury Społecznej Urzędu Marszałkowskiego Województwa Lubuskiego. W listopadzie 2021 moderatorka wydarzeń w ramach 11 Festiwalu Literackiego im. Anny Tokarskiej w Zielonej Górze.

## Publikacje
- Peryt-Gierasimczuk, Iwona (red.): Czas architekturą zapisany. Zabytki województwa zielonogórskiego, Zielona Góra 1998.